# Albín Mašek
Albín Mašek (10. října 1804 Praha – 24. března 1878 Praha) byl český varhaník a skladatel.

## Život
Pocházel z hudební rodiny Mašků. Byl nejmladším synem varhaníka a hudebního skladatele Vincence Maška a bratrem skladatele Kašpara Maška. Jeho strýcem byl varhaník a hudební skladatel Pavel Lambert Mašek.
Základní hudební vzdělání získal u otce. Studoval na Pražské konzervatoři hru na violoncello, ale studia nedokončil. Učil zpěv a hru na klavír a zastupoval svého otce na kůru v chrámu sv. Mikuláše v Praze. Stal se ředitelem kůru a varhaníkem v kostele sv. Tomáše a postupně vystřídal i další pražské kostely (Kostel svatého Petra na Poříčí, Kostel Matky Boží před Týnem), byl sbormistrem v Jeruzalémské synagoze a konečně v roce 1859 nahradil svého otce na kůru v chrámu sv. Mikuláše, kde setrval až do své smrti v roce 1878.

## Dílo
Byl velice plodným skladatelem. Zkomponoval na 200 skladeb vesměs určených pro chrámové potřeby. Jeho skladby patřily mezi velmi oblíbené i mimo Prahu. Byly nalezeny v kostelních a klášterních archivech v Třeboni, Českém Krumlově, ale i na Moravě (Brno, Kroměříž, Nová Říše). Mezi jeho nejznámější skladby patří Slavnostní mše d-moll zkomponovaná k pětistému výročí založení Karlovy univerzity. Komponoval však i hudbu světskou. Ještě dnes jsou uváděny jeho Lovecké kusy v Es-dur pro kvartet lesních rohů.